# Meir Kahane
Meir David HaKohen Kahane (in ebraico  מאיר דוד הכהן כהנא‎?; Brooklyn, 1º agosto 1932 – Manhattan, 5 novembre 1990) è stato un rabbino e politico statunitense naturalizzato israeliano.
Propositore di una linea nazionalista favorevole all'ideale del Grande Israele e alla deportazione fuori d'Israele sia dei palestinesi dei territori palestinesi occupati che dei cittadini arabi israeliani, Meir David Kahane - che si firmò anche Benyac e David Sinai e che usò gli pseudonimi di Michael King, David Borac e Martin Keene - aveva fondato negli Stati Uniti l'organizzazione Lega di Difesa Ebraica e poi il Kach, un partito politico israeliano di estrema destra.
Eletto deputato della Knesset in occasione delle elezioni legislative del 1984, ne è stato espulso dopo che il Kach fu dichiarato partito razzista dal governo israeliano. Kahane è stato assassinato a Manhattan (New York) nel 1990 da un gruppo di terroristi musulmani legati ad Ayman al-Zawahiri, allo sceicco Omar Abd al-Rahman ed ad altri protagonisti dell'omicidio nell'ottobre del 1981 del presidente egiziano Anwar al-Sadat, dopo aver pronunciato un discorso in cui aveva esortato tutti gli ebrei americani ad emigrare in Israele.

## Primi anni negli USA

### Gioventù
Martin David Kahane nasce nel 1932 negli Stati Uniti, a Brooklyn (New York). Da giovane aveva aderito al "Movimento Sionista-Revisionista Unito d'America" (United Zionist-Revisionist Movement of America). Seguace delle idee di Vladimir Žabotinskij, era anche membro del Betar. Studiò alla yeshiva (collegio talmudico) Mir di Brooklyn, dalla quale ottenne il titolo di Rabbino, ed ottenne la laurea breve (BA) in storia e scienze politiche, e quella magistrale (Master) in relazioni Internazionali e diritto.

### Creazione della Lega di Difesa Ebraica
Nel giugno del 1968, si associa a Bertam Zweibon e a Morton Dolinsky per formare la Lega di Difesa Ebraica (Jewish Defense League). Il fine principale dell'organizzazione è quello di lottare contro l'antisemitismo in generale, ed in modo più specifico, di difendere gli ebrei di New York esposti alle aggressioni della comunità nera. Per far ciò, il movimento pone l'accento su un ritorno alle radici ebraiche, combinato a un addestramento fisico e paramilitare che include l'uso di armi.
Alla fine del 1969, Kahane – qui s'è imposto progressivamente come l'unico leader e ideologo del gruppo – annuncia un mutamento di orientamento della Lega: è ormai la «causa» degli ebrei sovietici, cui è vietata l'emigrazione in Israele, ad essere il primo motivo d'azione. In quest'ottica, la Lega avvia una campagna contro l'Unione Sovietica, che va dal boicottaggio delle società statunitensi che fanno affari con l'URSS al mobbing (fisico o telefonico) dei diplomatici sovietici, e persino degli artisti sovietici. Il ricorso alla violenza, a volte simbolica, talaltra reale, attira l'attenzione dei media e la notorietà della Lega si accresce, facilitando il reclutamento e il finanziamento. All'apogeo del proprio successo nel 1970, la Lega annovera 19.000 membri negli Stati Uniti, con branche in Europa ed in Sudafrica.
La partecipazione di Kahane, in quanto redattore aggiunto e collaboratore della Jewish Press, il giornale anglo-ebraico più venduto negli USA, gli serve da tribuna per esporre la sua ideologia. Oggi la Lega è classificata come organizzazione terroristica negli Stati Uniti.

## Espatrio in Israele
A settembre 1971 Kahane emigra in Israele, momento a partire dal quale l'aliyah (emigrazione in Israele) diventa una preoccupazione centrale della Lega. Se la sua partenza dagli USA è a quell'epoca giustificata ufficialmente dall'ideologia sionista che pratica, i detrattori di Kahane sostengono che egli non avesse altra scelta. Da un lato perché incontrava crescenti critiche in seno alla Lega, già in calo di popolarità, ma anche perché il governo statunitense temeva che il violento attivismo anti-sovietico della Lega mettesse in pericolo la fase di distensione che vivevano le due super-Potenze.
Il rabbino si mostra attivo fin dal suo arrivo in Israele, dopo aver rinunciato al suo iniziale desiderio di intraprendere una carriera nel campo dell'istruzione all'Ebraismo. Determinato a proseguire nel suo attivismo anti-sovietico, egli sviluppa alcune rivendicazioni sempre più spesso centrate su questioni specificamente israeliane, opponendosi alle attività dei missionari cristiani ma soprattutto esigendo la partenza di tutti gli arabi di Eretz Israel tramite violente provocazioni. Malgrado egli attiri l'attenzione dei media e del pubblico israeliano, Kahane resta in quell'epoca una figura marginale, facendo fatica a mobilitare fondi a favore delle sue attività e a reclutare nuovi adepti, seguito da un piccolo corteo di sostenitori, composto da giovani attivisti statunitensi della Lega e da un pugno d'immigranti russi (tra cui, si disse - ma la cosa fu smentita dall'interessato - Avigdor Lieberman, futuro politico di spicco israeliano e ministro degli Esteri nel governo guidato da Benjamin Netanyahu nel 2011-2012).

### Dalla Lega al Kach
In margine al suo attivismo extra-parlamentare, egli prova ugualmente ad agire anche a livello istituzionale: nel 1973, la Lega di Difesa Ebraica diventa Kach, un'organizzazione sotto la cui bandiera Kahane si presenta alle elezioni legislative israeliane di quell'anno. Ottiene tuttavia solo lo 0,8 % dei voti (un po' meno di 13 000 suffragi), mentre la soglia di sbarramento elettorale è dell'1 %.
Nel periodo successivo alla guerra dello Yom Kippur, Kahane sistematizza e intensifica il ricorso alla violenza fisica e verbale nei confronti degli arabi di Cisgiordania. Questa strategia si dimostra però poco pagante sul piano politico, e il suo secondo tentativo di essere eletto alla Knesset nel 1977 costituisce un netto scacco: ottiene solo 4 400 voti, ossia lo 0,25 % dei suffragi.
Gli accordi di Camp David del 1979, che avviano un processo di pace tra Egitto e Israele, sono una tappa importante nella radicalizzazione di Kahane e dei suoi sostenitori, nella misura in cui il "tradimento" di Menachem Begin nel campo nazionalista israeliano fa perdere a Kach ogni fiducia nel sistema politico democratico e parlamentare. L'inizio degli anni ottanta è in Israele un periodo propizio allo sviluppo della destra radicale, cosa questa che favorisce la relativa accoglienza positiva dell'ideologia estremistica del rabbino di New York, senza peraltro che ciò si traduca in un allargamento rilevante della base elettorale del Kach che ottiene infatti nel 1981 i medesimi scadentissimi risultati delle precedenti tornate elettorali legislative.

### L'elezione alla Knesset
Tra il 1981 e il 1984 si forma infine un movimento di sostegno popolare per il rabbino di New York e il suo partito, e Kahane cessa dall'esser percepito come una persona marginale, folle e desiderosa semplicemente di attirare su di sé l'attenzione altrui. Tale sostegno si poggia tuttavia su fattori esteriori rispetto alla personalità di Kahane, e in modo particolare sulla perdita di autorevolezza del Primo ministro Menachem Begin, che s'accentua fino alle sue dimissioni.
La congiuntura economica pessima contribuisce del pari ad accentuare la concorrenza sul mercato del lavoro tra ebrei sefarditi e arabi israeliani: tema questo ampiamente sfruttato da Kahane da parecchi anni. Infine, il contesto della seconda invasione del Libano nel 1982, che ha largamente contribuito a rafforzare la polarizzazione politica e ideologica della società israeliana e che ha messo in mostra la sua crescente insoddisfazione riguardo alla classe politica al potere, svolgono un importante ruolo nell'elezione di Meir Kahane alla Knesset, in occasione delle elezioni parlamentari del 1984, dopo tre tentativi rivelatisi infruttuosi. Avendo conseguito il sostegno di quasi 26 000 elettori, rappresentanti l'1,2 % dei voti nel paese, Kahane riesce infine a entrare nella Knesset, sotto la bandiera del partito Kach.

## Espulsione dalla Knesset
Al suo arrivo in Israele, Meir Kahane aveva beneficiato d'un atteggiamento abbastanza lassista da parte del governo e aveva dunque potuto imporre i suoi metodi e ricorrervi in totale impunità. La permissività politica e giudiziaria delle istituzioni verso Kahane e i membri del Kach appare realmente come una costante nel decennio 1970-1980.
La reazione dello Stato israeliano si manifestò soltanto con le elezioni del 1984, e più ancora una volta che Kahane risultò eletto alla Knesset, dopo che la richiesta di inammissibilità a partecipare alle elezioni da parte del partito Kach da parte del Comitato Elettorale Centrale fu respinta dalla Corte suprema. Essa infatti sottolineò la carenza della legge che permettesse di vietare la partecipazione di un partito politico alle elezioni sulla base del suo programma o della sua ideologia.
Trovandosi di fronte al "fatto compiuto" della presenza nella Knesset d'un parlamentare che manifestava le sue radicali convinzioni sioniste, si cominciò a formare un consenso da parte della classe parlamentare per tentare di «stigmatizzare» il rabbino, negandone la legittimità guadagnata in occasione del processo elettorale.
Le misure assunte nei riguardi di Kahane per minimizzare la sua influenza furono molteplici: restrizione della sua immunità parlamentare al fine di stabilire un divieto di essere presente in certe aree (essenzialmente le città arabe, dove il rabbino e i suoi sostenitori avevano l'abitudine di recarsi per affermare il carattere ebraico dello Stato d'Israele); instaurazione da parte del Ministero dell'Istruzione del programma di «educazione alla democrazia» nelle scuole; limitazione della sua libertà d'espressione con la decisione dell'Autorità Israeliana delle Telecomunicazioni (Israeli Broadcasting Authority) – entità sotto controllo statale che gestisce la diffusione di tutti i media elettronici del Paese – di censurare i suoi discorso e di non irradiare le sue attività.
Fu la mancanza di una leva legale in grado di restringere l'attività parlamentare di Kahane che mosse i componenti della Knesset ad adottare varie misure di maggior portata:
- inclusione del razzismo nella sezione relativa alla fattispecie degli "incitamenti" nel Codice Penale
- l'articolo 134 dei Regolamenti della Knesset autorizzante il suo Presidente a rigettare progetti di legge che comportassero incitamenti al razzismo o a respingere i principi contrari al carattere ebraico e democratico della nazione
- l'emendamento n° 9 della Costituzione: la Knesset (1958), che dichiara: «Un elenco di candidati non potrà essere ammesso alle elezioni alla Knesset se uno dei seguenti elementi sia espresso o sottinteso in proposte o azioni:

1. negazione dell'esistenza dello Stato d'Israele come Stato del popolo ebraico;
2. negazione del carattere democratico dello Stato;
3. incitamento al razzismo».

## Scomparsa e successione
La messa al bando del partito Kach assestò un durissimo colpo al movimento kahanista, che non poté più da quel momento fare affidamento sul suo attivismo extra-parlamentare per divulgare la propria ideologia e far progredire i suoi obiettivi. Se nei suoi ultimi anni di vita Kahane non partecipò più ad azioni violente, tentando accuratamente di evitare ogni confronto con le autorità, i suoi adepti continuarono invece a far ricorso alla violenza, a rivendicarne l'uso e a divulgarla attraverso i media: dall'inizio della prima Intifada, con l'istituzione del cosiddetto Stato della Giudea, la sezione Kach della comunità di Kiryat Arba, immediatamente a est di Hebron, divenne il gruppo più visibile di auto-difesa anti-arabo e il più appariscente contestatore dello Stato d'Israele. Fu in quell'epoca che si distinse una nuova generazione di attivisti, tutti tra i 20 e i 30 anni, tra cui Baruch Marzel, Noam Federman e Yekutiel Ben-Yaakov.
Meir Kahane viene assassinato in una via di New York il 5 novembre 1990, immediatamente dopo aver terminato un discorso in un albergo. La brutale scomparsa del leader pone il suo movimento in una situazione difficile, specialmente in rapporto alla delicata questione della sua successione.

## Ideologia: il Kahanismo
Il Kahanismo è una dottrina fondamentalista basata quindi su una lettura del tutto letterale della Torah, che aveva comandato al Popolo Eletto, più di 3 millenni prima (secondo la cronologia più "alta"), di conquistare con le armi la "terra promessa" (eredità quindi "divina" del popolo ebraico), e d'insediarvi un governo la cui legge fondamentale è la Legge della Torah. Il Kahanismo non è riconosciuto da alcuna autorità spirituale ebraica d'Israele ed è di fatto rimasto confinato in ambienti del tutto marginali.